# アンドリュー・キーガン

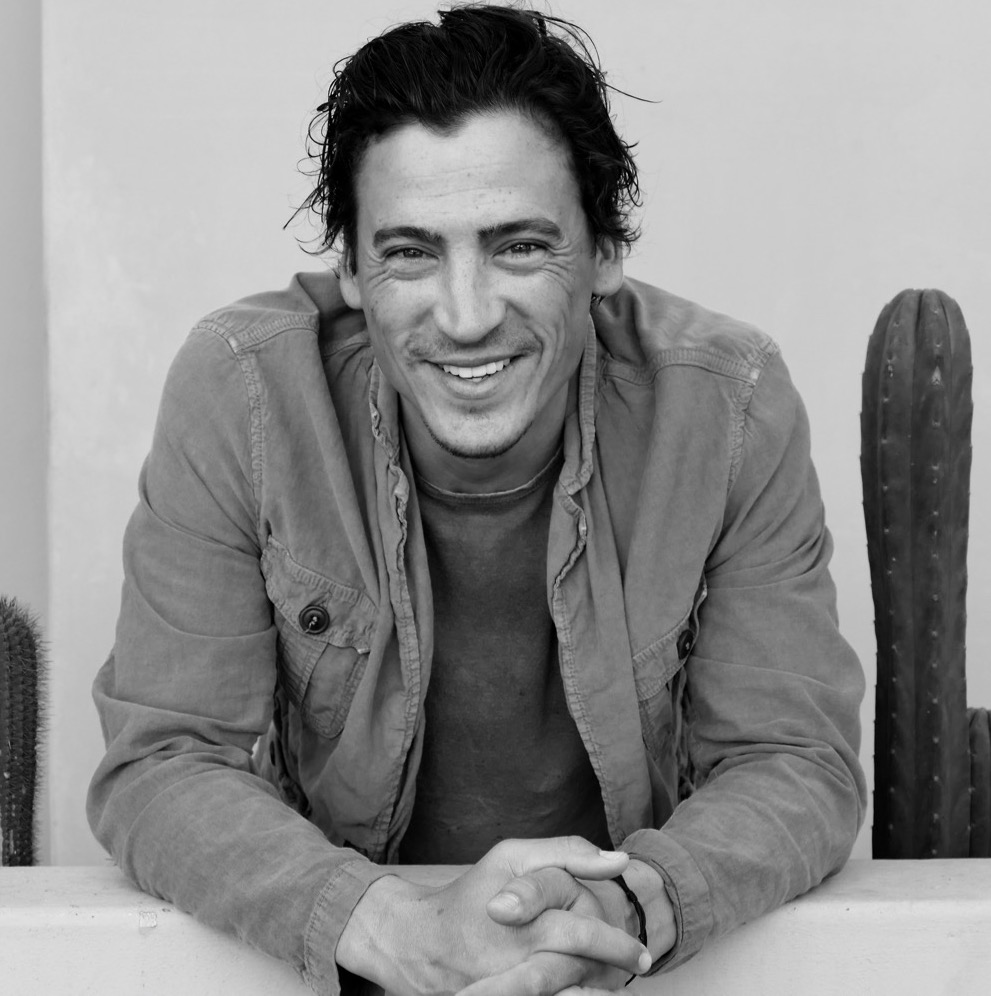
アンドリュー・キーガン

アンドリュー・キーガン（Andrew Keegan, 1979年1月29日-）はアメリカ合衆国カリフォルニア州ロサンゼルス出身の俳優である。
数本のテレビに出演した後、1994年に映画デビュー。若者向けの映画やテレビで活躍している。スペイン語を流暢に話すという。

## 主な出演作品
- 僕たちのサマーキャンプ/親の居ぬ間に… Camp Nowhere  (1994)
- インディペンデンス・デイ Independence Day  (1996)
- 恋のからさわぎ 10 Things I Hate About You  (1999)
- ブロークン・ハーツ・クラブ The Broken Hearts Club: A Romantic Comedy  (2000)
- O O  (2001)
- ハリウッド・ダーリン Hollywood Darlings（2017）